# Встроенный язык программирования 1С:Предприятие
Встроенный язык программирования 1С:Предприятие — язык программирования, который используется в семействе программ «1С:Предприятие». В версии 7.x являлся интерпретируемым языком высокого уровня. Интерпретация текста программного модуля в байт-код выполнялась в момент обращения к этому модулю в процессе работы, таким образом обычно интерпретировалась только часть текстов программных модулей (в версиях 7.7 и старше). Начиная с версии 8.х модули компилируются.
Средой исполнения языка является программная платформа «1С:Предприятие». Визуальная среда разработки («Конфигуратор») является неотъемлемой частью пакета программ «1С:Предприятие».
С 2017 года фирма 1С разрабатывает среду разработки EDT, основанную на eclipse.
Диалекты языка для платформ 1С седьмых версий (7.0, 7.5, 7.7) совместимы «снизу вверх» с незначительными исключениями.
Языки для платформ 1С:7.х и 1С:8.х совместимы по основным операторам, но значительно отличаются в работе с прикладными объектами, вследствие чего перенос кода из 1С:7.х в 1С:8.х не имеет смысла.
Встроенный язык имеет много общих черт с другими языками, такими как Pascal, Java Script, Basic.
Платформой предоставляется фиксированный набор базовых классов, ориентированных на решение типовых задач прикладной области:
- Константа,
- Справочник,
- Документ,
- Журнал документов,
- Перечисление,
- Отчёт,
- Обработка
- План счетов и др.

На основании базовых классов средствами визуального конфигурирования можно создавать любое количество порождённых классов (возможность определить новый класс программно — отсутствует). Допускается только одна явная ступень наследования классов. Как правило, объекты порождённых классов представляют собой записи (или некоторые наборы записей) в базе данных. Такие классы образуют «Дерево метаданных». В терминах встроенного языка программирования 1С такие классы называются объектами метаданных.
Основными видами объектов метаданных являются: Справочники, Документы, Отчёты, Обработки, Планы видов характеристик, Планы счетов, Планы видов расчёта, Регистры сведений, Регистры накопления, Регистры расчёта, Бизнес-процессы, Задачи.
Поддерживаются русский и английский синтаксис команд.
Проекты на встроенном языке 1С:Предприятия называются конфигурациями. Распространение (продажа) и внедрение таких конфигураций — это основная коммерческая деятельность фирм-партнёров 1С.

## История развития
См. 1С:Предприятие - История развития

## Объектно-ориентированные диалекты
Существует несколько дополнительных компонентов, расширяющих основные классы, их свободное добавление и изменение; фирмой-разработчиком они не рекомендованы к использованию. Это означает, что фирма 1С и её франчайзи отказываются от какой-либо технической поддержки конфигураций, использующих такие компоненты.

### Перфолента.NET
Объектно-ориентированная реализация компилятора 1С-подобного языка программирования, реализованная на платформе NET Framework. Из-за двухфакторной компиляции в машинный код работает примерно в 500 раз быстрее 1С, в 350 раз быстрее OneScript и в 90 раз быстрее Python . Имеет современную IDE с подсветкой синтаксиса и поддержкой OneScript. 

Пример программы на языке Перфолента.Net:
```
Программа ПриветМир
	
	Процедура Старт
        
        ВыводСтроки "Привет, Мир!"
        
        ВводСтроки // используем как паузу, чтобы программа не закрылась
	
	КонецПроцедуры

КонецПрограммы

```

### 1Script
Язык написания сценариев на языке 1С:8.х. Работает примерно в 2 раза быстрее оригинального языка 1С. Кросс-платформенный: поддерживает Windows, Linux (Debian и CentOS). В качестве среды разработки (IDE) могут использоваться VSCode или среду разработки Перфолента.NET.

### 1C++
Так компонента 1C++ расширяет язык 1С:7.х средствами полноценного объектно-ориентированного программирования. Её использование значительно расширяет возможности конфигурирования 1С. Это свободный программный продукт, распространяемый под лицензией GPL.

### 2С
Более того — существует полностью свободный проект 2C, не использующий каких-либо проприетарных модулей фирмы 1С или других производителей. Это переписанное «с нуля» свободно распространяемое под лицензией GPL расширяемое ядро 1С-подобной системы, в котором даже такие «встроенные объекты» 1C как справочники и регистры — переопределяемые прикладным программистом классы.
Язык платформы 2С проектировался с целью максимальной преемственности с существующими для 1С наработками, и является расширением базового языка 1С. Путём написания соответствующих базовых классов язык 2С может быть приближен как к 1С 7.7, так и к 1С 8.0, хотя 2С:Платформа и не может обеспечить 100 % автоматическую переносимость конфигураций из той или иной версии 1С:Предприятия.
В настоящее время заброшен автором на этапе альфа-версии в начале 2006 года.

## Пример программы
Пример вывода сообщения в специальное окно для версии 8.3:
```
 
Процедура
 
ПриветМир
()

       
Сообщить(
"Здравствуй, Мир!"
);
 КонецПроцедуры
```

## История развития встроенного языка
- 1999 — в «1С:Предприятии 7.7» появился полноценный встроенный язык, близкий по синтаксису к Pascal и BASIC.[7]
- 2003 — выпуск платформы «8.0»; добавлена объектная модель метаданных, запросный язык и поддержка транзакций.[8]
- 2013 — версия «8.3» принесла клиент‑серверную архитектуру, асинхронные вызовы и фоновое выполнение кода.[8]
- 2024 — в релизе 8.3.23 появилась экспериментальная поддержка WebAssembly‑модулей для расширения функциональности без внешних компонент.[9]

## Синтаксические особенности
- Два полных диалекта — «русский» и «английский»; ключевые слова переводятся 1:1.[9]
- Динамическая типизация, но часть ошибок типов выявляется в момент компиляции.
- Управление памятью основано на подсчёте ссылок и сборщике циклических ссылок.
- Встроенные коллекции — Массив, ТаблицаЗначений, Структура, Соответствие.
- Разделение модулей на клиентские, серверные и общие позволяет оптимизировать распределённые вызовы.

## Пример «Hello, World»
```
Процедура ПриСозданииНаСервере()
    Сообщить("Привет, мир!");
КонецПроцедуры
```

Источник кода с пояснениями:

## Интеграция с другими технологиями
Платформа поддерживает взаимодействие со сторонним кодом через COM‑объекты, .NET‑компоненты, HTTP‑сервисы и встроенные вызовы JavaScript:
- С версии 8.3.16 можно выполнять функции JavaScript непосредственно из модуля и обратно передавать данные платформы.[11]
- Внешние компоненты на C++ или C# получают доступ к объектной модели через механизм «Add‑In».

## Инструменты разработки
Конфигуратор
Графическая IDE, поставляемая вместе с платформой; содержит компилятор, отладчик и редактор метаданных.
1CEnterprise Development Tools
Кроссплатформенная среда на Eclipse, предназначенная для командной разработки, поддерживает Git и CI/CD‑процессы.
OneScript
Свободная CLI‑реализация языка, ориентированная на автоматизацию вне платформы и тестирование.